# کاتلین له مسوریر
 کاتلین له مسوریر (انگلیسی: Kathleen Le Messurier؛ – ۱ ژانویهٔ ۱۹۸۱) یک تنیس‌باز اهل استرالیا بود. 